# Subsecretari de stat în Guvernul Iuliu Maniu (1)
În Guvernul Iuliu Maniu (1) au fost incluși și subsecretari de stat, provenind de la diverse partide.

## Subsecretari de stat
- Subsecretar de stat la Președinția Consiliului de Miniștri

Ion Lugoșianu (10 noiembrie 1928 - 6 iunie 1930)
- Subsecretar de stat la Ministerul de Interne

D. R. Ioanițescu (10 noiembrie 1928 - 6 iunie 1930)
- Subsecretar de stat la Ministerul de Interne

Eduard Mirto (10 noiembrie 1928 - 7 martie 1930)
Constantin Angelescu (7 martie - 6 iunie 1930)
- Subsecretar de stat la Ministerul Agriculturii și Domeniilor

Aurel Dobrescu (10 noiembrie 1928 - 6 iunie 1930)
- Consilier tehnic cu atribuțiuni de subsecretar de stat la Ministerul Agriculturii și Domeniilor

Virgil Potârcă (15 noiembrie - 31 decembrie 1928)
- Subsecretar de stat la Ministerul Agriculturii și Domeniilor (al doilea post creat)

Virgil Potârcă (31 decembrie 1928 - 6 iunie 1930)
- Subsecretar de stat la Ministerul Muncii, Sănătății și Ocrotirii Sociale

Iuliu Moldovan (14 noiembrie 1929 - 6 iunie 1930)
- Subsecretar de stat la Ministerul Instrucțiunii Publice și Cultelor

Valeriu Moldovan (14 noiembrie 1929 - 6 iunie 1930)
- Subsecretar de stat la Ministerul Lucrărilor Publice și Comunicațiilor

Grigore Gafencu (14 noiembrie 1929 - 6 iunie 1930)

## Sursa
- Stelian Neagoe - "Istoria guvernelor României de la începuturi - 1859 până în zilele noastre - 1995" (Ed. Machiavelli, București, 1995)